# Норд-Экспресс
Норд-Экспресс (Nord-Express, Nord Express) — фирменный поезд, который в течение более 100 лет соединял Париж с Россией, позднее с Польшей и странами Скандинавии. Его расцвет пришёлся на период перед Первой мировой войной.

## История

### Изначальный проект
«Международное общество спальных вагонов и скорых европейских поездов» (Compagnie Internationale des Wagons-Lits), основанное в 1872 г. в Бельгии, разрабатывало проекты соединения европейских столиц фирменными поездами. Одной из целей компании было создание трансконтинентальной линии между Санкт-Петербургом и Лиссабоном с возможностью пересадки на трансатлантические лайнеры. Однако эта концепция не была реализована. Было создано два отдельных маршрута: Sud Express от Лиссабона до Парижа и, с началом летнего расписания 9 мая 1896 г., Норд-Экспресс от Остенде/Парижа до Санкт-Петербурга.

### Первые годы
Для функционирования Норд-Экспресса CIWL была вынуждена заключить договоры с 14 железнодорожными администрациями, в том числе прусской, а также с паромной переправой между Дувром и Остенде. Управление осуществляла Королевская железнодорожная дирекция Берлина (Königliche Eisenbahndirektion Berlin), так как большую часть маршрута (1419 км) проходила по линиям Прусских государственных железных дорог. В Германии поезд имел номер L11/12.
В период своего расцвета перед Первой мировой войной Норд-Экспресс функционировал как элитарный фирменный поезд, который соединял Париж и Остенде (с возможностью пересадки до Лондона) через Брюссель, Кёльн, Ганновер, Берлин, далее по Прусской Восточной железной дороге и Петербургско-Варшавской железной дороге с Санкт-Петербургом (был предусмотрен беспересадочный вагон до Риги). Использовались специально сконструированные, характерные темно-коричневые вагоны. Сначала поезд курсировал еженедельно, с весны 1897 г. дважды в неделю и с конца 1899 г. ежедневно. После 1900 г. поезд к западу от Берлина курсировал ежедневно. На восток от Берлина поезд курсировал дважды в неделю в направлении Санкт-Петербурга и Риги и один раз в неделю в направлении Варшавы через Бентшен, Позен и Торн. В Петербурге прибывал на Варшавский вокзал.
Из-за различия в ширине колеи беспересадочное сообщение между Российской империей и Западной Европой было невозможно. Поэтому был учрежден маршрут Санкт-Петербург-Эйдткунен. В Эйдткунене на той же платформе пассажиры пересаживались на поезд в направлении Парижа, составленный из аналогичных вагонов. Точно так же происходило на русской пограничной станции Вержболово. Оба пограничных вокзала, находившиеся на расстоянии всего в 2 км, были оборудованы путями как с русской, так и с европейской колеей. Поезд обычно состоял из багажного вагона, вагона-ресторана и четырёх спальных вагонов.
В Двинске до 1914 г. существовала стыковка с беспересадочным вагоном, следовавшим по Транссибирской железной дороге вплоть до Китая.
По состоянию на 1905 г. билет Санкт-Петербург-Вержболово стоил 10 руб. 05 коп.
По состоянию на 1914 г. время в пути от Санкт-Петербурга до Парижа составляло 44 ч 15 минут (поезд отравлялся в 19:45 из Спб, в 10:40 в Вержболове, в 22:53 в Берлине, на следующий день в 16:00 в Париже), а стоимость билета 145 рублей.
В период Первой мировой войны поезд не ходил.

### Межвоенный период
Первая мировая война, вызвав революции в России и Германии и общий экономический кризис, пиком которого стала гиперинфляция в Германии, негативно повлияла на наполняемость поезда. Расцвет Норд-Экспресса был позади.
Согласно Версальскому договору Германия была обязана пропускать международные экспресс-поезда на путях Deutsche Reichsbahn по крайней мере с той же скоростью, с какой ходили самые быстрые национальные поезда.
С 1921 года на этом основании велись переговоры о возрождении Норд-Экспресса. Одной из целей французского правительства было создать надежное сообщение с Польшей как важной частью «санитарного кордона».
Сначала, однако, CIWL смогла только обеспечить беспересадочные вагоны, которые прицеплялись к скорым поездам. С 15 марта 1921 года курсировали прямые спальные вагоны из Остенде, Кале и Парижа до Варшавы, вагон до Риги был запущен в 1923 году. Поезда на территориях Германии и Франции имели прежние номера Норд-Экспресса. С 1924 г. поезд получил название Paris-Berlin-Riga-Varsovie-Express.
Только с началом расписания 1926/27 г., с 15 мая 1926 г. Норд-Экспресс должен был быть восстановлен как элитарный поезд между Парижем и Варшавой, оборудованный исключительно спальными вагонами и вагоном-рестораном. Однако майский переворот 1926 г. Юзефа Пилсудского привел к тому, что поезд ходил только между Парижем и Берлином. Только с 15 мая 1927 г. Норд-Экспресс снова начал курсировать до Варшавы. Из-за отсутствия интереса со стороны СССР маршрут поезда не был продлен на советскую территорию. Также поезд включал прямой спальный вагон из Парижа и Остенде, а также Кале (с возможностью пересадки до Лондона) через Берлин на Варшаву и Ригу.
С 1929 г. курсировал спальный вагон от Парижа до Гамбурга, который примерно с 1932 г. и затем с 1935 г. был продлен до Копенгагена, откуда имелись пересадки до других скандинавских столиц. В 1934 г. были отменены прямые спальные вагоны от Остенде до Берлина, Варшавы и Риги. Взамен Норд-Экспресс был снабжен беспересадочным вагоном от Остенде до Бухареста, который на маршруте к востоку от Берлина ходил в сцепке с обычными скорыми поездами через Бреслау, Краков и Львов. Между 1929 и 1933 гг. de:Ostende-Köln-Pullman-Express перевозил беспересадочный вагон для Норд-Экспресса на Берлин, Ригу и Варшаву от Остенде до Брюсселя.
С 1929 г. поезд курсировал в Польше по вновь построенной ветке Стшалково-Кутно, которая сократила путь на 86 км. Улучшение состояния путевого хозяйства и изменение маршрутов привело к сокращению времени пути. В 1935/36 г. в Париже впервые стала возможна прямая пересадка на Sud Express до Лиссабона.
Норд-Экспресс курсировал ежедневно на наиболее наполняемом участке маршрута к западу от Берлина. На восток от Берлина он курсировал только 3 раза в неделю, обычно до Варшавы. Беспересадочный вагон на Ригу между Берлином и Эйдткуненом прикреплялся к поезду Берлин-Эйдткунен. От Эйдткунена скорый поезд Литовских железных дорог перевозил его до латвийской границы, откуда поезд Латвийских железных дорог вез его до Риги. Изначально запланированное в 1927 г. движение полноценного поезда по всему маршруту так и не было реализовано. Только между 1936 и 1939 г. Норд-Экспресс курсировал до советско-польской границы, где была предусмотрена пересадка до Москвы. С 1938 г. поезд ходил до Варшавы ежедневно.
Вторая мировая война закончила вторую главу в истории Норд-Экспресса. 27 августа 1939 г. его движение было прекращено.

### Послевоенный период
Возникший после Второй мировой войны «железный занавес» и изменение границ сломали традиционные маршруты Норд-Экспресса. Уже в 1946 г. он ходил как L11/12, но теперь между Парижем и Копенгагеном через Аахен, Бремен, Гамбург и Фленсбург, с 1963 г. посредством паромной переправы. С 1952 г. Норд-Экспресс содержал прямые спальные вагоны от Парижа до Осло и Стокгольма. Однако поезд теперь формировался не только из вагонов CIWL. Перестав быть элитным поездом, Норд-Экспресс стал обычным международным скорым поездом. С 1970-х гг. спальные вагоны до Скандинавии были постепенно отменены. Норд-Экспресс в последние годы своего существования курсировал по маршруту Остенде-Копенгаген и был отменен в 1997 г.
Существовало также железнодорожное сообщение Ленинград Варшавский-Варшава-Восточный Берлин, с ответвлением на Чехословакию.

## Преемники
Наиболее быстрое железнодорожное сообщение между Санкт-Петербургом и Парижем по состоянию на 2013 г. возможно не через страны Балтии и по старой Прусской Восточной железной дороге, а по маршруту Витебск-Орша-Минск-Брест-Варшава-Берлин-Ганновер-Кёльн-Брюссель-Париж. В направлении от Санкт-Петербурга такая поездка возможна с двумя пересадками: ночным поездом до Минска или Бреста, далее беспересадочным вагоном до Кёльна, оттуда на поезде Thalys до Парижа. В 2007 г. был восстановлен поезд Москва-Париж. Между Германией и странами Балтии прямого железнодорожного сообщения более не существует.
До 2008 г. ежедневно курсировал ночной поезд Deutsche Bahn от станции Гамбург-Альтона через Бремен-Оснабрюк-Льеж-Брюссель до Парижа. С 13 декабря 2008 г. поезд был отменен, однако с декабря 2010 г. вновь существует прямой ночной поезд CNL 40479/50451 между Гамбургом и Парижем (время в пути — 12,5 часов). Ночные поезда между Парижем и Скандинавией более не курсируют.

## В культуре
По сравнению с Восточным экспрессом Норд-Экспресс в настоящее время менее известен. Однако в своё время он был одним из известнейших элитных поездов CIWL.
- Владимир Набоков в главах 5 и 6 романа «Память, говори» упоминает о своих неоднократных поездках на Норд-Экспрессе в детстве.
- Название фильма Альфреда Хичкока Незнакомцы в поезде (1951 г.)[6], было переведено на французский язык как «L’inconnu du Nord-Express» (Неизвестный в Норд-Экспрессе), на немецкий язык как Verschwörung im Nordexpress (Заговор в Норд-Экспрессе).
- Первый роман о комиссаре Мегрэ «Петерс-Латыш» начинается с прибытия Норд-Экспресса на Северный вокзал Парижа, первый немецкий перевод в 1936 г. был назван Nordexpress.
- Nord-Express упоминается в западногерманском сериале 1971 г. Tatort в серии Kressin stoppt den Nordexpress.
- Также известен плакат А. М. Кассандра с изображением Норд-Экспресса, созданный по заказу CIWL в стиле Ар-деко.